# Parmacella tenerifensis
Parmacella tenerifensis es una especie de babosa terrestre que respira aire, un molusco gasterópodo terrestre sin caparazón, de la familia Parmacellidae .
Esta babosa figura como especie amenazada en la Lista Roja de Especies Amenazadas de la UICN,  pero figura como especie Vulnerable en el Libro Rojo de los Invertebrados de España . 

## Descripción
Esta especie es de color marrón.

## Distribución
Esta especie es endémica de la zona este de San Cristóbal de La Laguna en Tenerife, Islas Canarias.

## Ecología
Esta especie habita en biotopos ruderales. 

## Otras lecturas
- Alonso MR, Ibáñez M., Valido MJ, Ponte-Lira CE & Henriquez FC (1991) (1988). "Catalogación de la malacofauna terrestre endémica de Canarias, con vistas a su protección. Isla de Tenerife". Íbero 8 (2): 121-128.
- Díaz JA, Alonso MR & Ibáñez M. (1986). "Los pulmonados desnudos de las Islas Canarias. I. Superfamilias Testacelloidea Gray 1840 y Zonitoidea Morch 1864". Vieraea 16 : 81-96. La Laguna.

- Datos: Q5475130